# احتجاج جورج فلويد في شيكاغو
احتجاج جورج فلويد في شيكاغو كانت سلسلة من الاضطرابات المدنية في عام 2020 في مدينة شيكاغو بولاية إلينوي.